# Slagmarken ved Tollense
Slagmarken ved Tollense er en arkæologisk slagmark der stammer fra bronzealderen i Mecklenburg-Vorpommern i Tyskland. slagmarken ligger i Tollense-dalen, øst for Weltzin, i nærheden af byerne Burow og Werder i Landkreis Mecklenburgische Seenplatte.
De arkæologiske fund viser tydelige tegn på vold og konflikt. En væsentlig del af artefakterne er dateret til 1200±40 f.Kr. hvilket gør fund til en af de ældste udgravede slagmarker fra den nordisk bronzealder.
En genetisk undersøgelse på enkeltnukleotidpolymorfier på 14  krigere fra Tollense viser lav laktasepersistens.